# Wera Konstantinowna Kolesnikowa

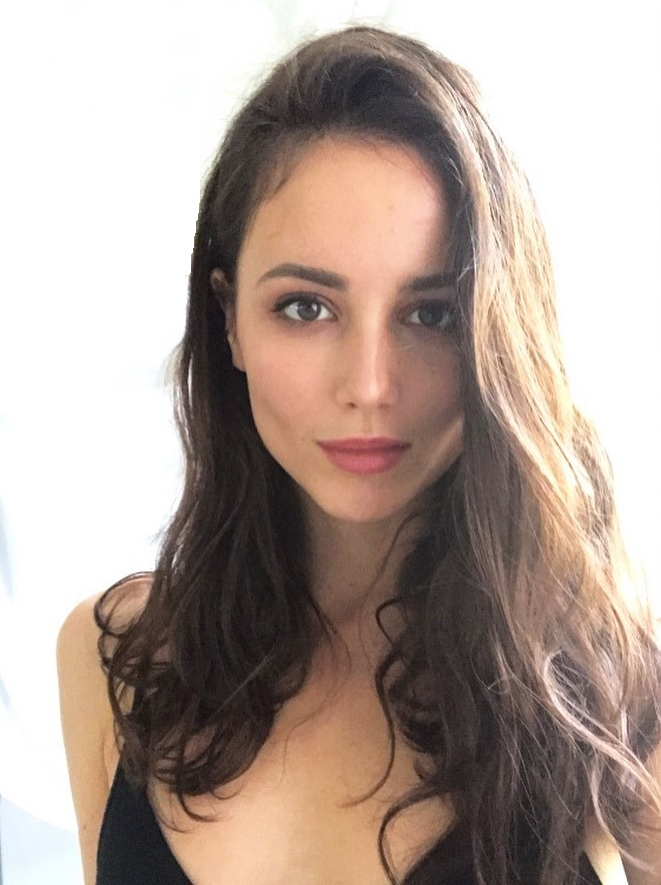
Wera Kolesnikowa 2020

Wera Konstantinowna Kolesnikowa (russisch Вера Константиновна Колесникова, englische Transkription Vera Kolesnikova) (* 1. Juni 1996 in Maina) ist eine russische Theater- und Filmschauspielerin.

## Biographie
Als Tochter russischer Eltern in Maina in Sibirien geboren, verließ sie im Alter von 4 Jahren mit ihren Eltern ihr Heimatdorf und zog nach Moskau. 2018 schloss sie ihr Studium an der Russischen Akademie für Theaterkunst ab. Ab 2016 trat sie in fünf Moskauer Theatern auf. 2019 spielte sie in Staffel 5 der französischen Serie Büro der Legenden die Rolle der Sveta. 2022 spielt sie die Hauptrolle in der französischen Spionageserie Totems, die auf Prime Video veröffentlicht wurde.
Sie spricht neben ihrer Muttersprache Russisch fließend Englisch und Französisch sowie Grundkenntnisse Italienisch.

## Filmografie

### Kino
- 2019: 17. Oktober (Семнадцатое октября) von Egor Rodionov
- 2020: Reversible Reality (Обратимая реальность) von Dmitry Konstantinov

### Fernsehen
- 2019: #Who_are_you (#кто_ты) (interaktive Miniserie)
- 2020: Büro der Legenden (Le bureau des légendes) von Éric Rochant
- 2021: Inkubator (Инкубатор)
- 2022: Totems von Juliette Soubrier und Olivier Dujols